# PlayStation Classic
La PlayStation Classic (Lit en español PlayStation Clásica) es una consola dedicada de videojuegos de la empresa Sony que emula los videojuegos lanzados originalmente en su consola original, la PlayStation (1994-2006). El dispositivo fue anunciado de manera oficial en septiembre de 2018, durante el transcurso de la Tokyo Game Show. El lanzamiento internacional se produjo el 3 de diciembre de 2018, coincidiendo con el 24º aniversario del lanzamiento de la consola original.
La consola es aproximadamente 45% más pequeña que la original, usa salida HDMI y está alimentada por un micro puerto USB. Incluye 20 juegos incorporados y dos mandos de PlayStation, del modelo original sin sticks analógicos. Además, cuenta con los mismos botones y conectores para dos mandos.
La clasificación por edades es Mature 17 de ESRB, 18 de PEGI y de USK, mientras que la versión japonesa es D (17) por CERO.

## Especificaciones técnicas
La PlayStation Classic incluye dos réplicas de los mandos originales (sin sticks analógicos ni vibración), un cable HDMI y un cable USB. Mientras que el adaptador de corriente debe comprarse de manera separada. La consola tiene un peso aproximado de 170 gramos y unas dimensiones externas de 149 milímetros de ancho y 33 milímetros de alto. Cuenta con puertos USB para ambos mandos, un puerto mini-USB 2.0 tipo B para la alimentación y un puerto HDMI. Los cables de los mandos tienen una longitud aproximada de 1.5 metros. Los videojuegos se ejecutan con una resolución de 480p o 720p.
Internamente la consola utiliza un SoC MediaTek MT8167A que cuenta con un procesador de cuatro núcleos ARM Cortex A35, con una frecuencia de 1,5 GHz junto a una gráfica integrada PowerVR GE8300. Además, dispone de un chip de almacenamiento de 16 GB de capacidad y un total de 1GB de memoria RAM DDR3.
La consola usa la rama ReARMed del emulador de código abierto y libre PCSX para jugar sus videojuegos.

## Juegos
El sistema viene cargado con 20 juegos que se ejecutan a través de un emulador de código abierto llamado PCSX ReARMed. Algunos de ellos son diferentes en Japón y Occidente.
| Común en todas las regiones | Exclusivos para Occidente | Exclusivos para Japón                                                                                               |
| --- | --- | --- |
| - Battle Arena Toshinden - Final Fantasy VII - Intelligent Qube - Metal Gear Solid - Tekken 3 - Jumping Flash! - Mr. Driller - R4: Ridge Racer Type 4 - Resident Evil Director's Cut - Revelations: Persona - Super Puzzle Fighter II Turbo - Wild Arms | - Cool Boarders 2 - Destruction Derby - Grand Theft Auto - Oddworld: Abe's Oddysee - Rayman - Syphon Filter - Tom Clancy's Rainbow Six - Twisted Metal | - Arc the Lad - Arc the Lad II - Armored Core - G-Darius - Gradius Gaiden - Parasite Eve - XI [sái] - SaGa Frontier |

## Recepción
Durante su lanzamiento la PlayStation Classic obtuvo críticas de positivas a mixtas. En su análisis para IGN, Tristan Ogilive le dio una calificación de 5.5 sobre 10. Criticó la falta de títulos populares de la consola como Tomb Raider y Crash Bandicoot, la interfaz de usuario básica y señaló que "casi la mitad de los juegos incluidos en el catálogo de PlayStation Classic son versiones PAL" que causaron problemas de consistencia en aquellas regiones que utilizan NTSC. Sam Loveridge de GamesRadar+ calificó al sistema con 3.5 de 5 estrellas, elogiando el aspecto de la consola, pero criticando la selección de juegos, la débil presentación de los mismos debido a las barras negras en los costados de la pantalla y la corta longitud de los cables de los mandos.
John Linneman de Eurogamer Digital Foundry también le dio una revisión similar, teniendo en cuenta la emulación mediocre de la consola, la mala calidad de la imagen, la falta de mejoras y el uso de lanzamientos de juegos PAL en las unidades norteamericanas, aunque alabó la interfaz de usuario. Chris Carter de Destructoid comparte una opinión similar, citando que la emulación en la consola clásica a veces es "peor que la original", pero elogió la recuperación del estado instantáneo y el tamaño del almacenamiento interno. Joe Juba de Game Informer ha lamentado la falta de sticks analógicos en los mandos, junto con la pobre de selección de títulos y un menú limitado, lo que hace que el sistema sea adecuado para una "audiencia extremadamente específica".

### Ventas
La PlayStation Classic logró vender más de 120,000 unidades durante su primera semana en Japón. Sus ventas fueron más bajas en los EE. UU. (En las primeras cuatro semanas de Navidad) con muchos minoristas y sitios web, como Amazon, ofreciendo descuentos para la consola de cerca de 60 dólares, en varios de los principales negocios minoristas de EE. UU. Las razones de la caída de precios en este momento sugirieron una combinación de sobreproducción de la unidad, sobrevaloración del costo original de la unidad, o desinterés por la unidad, que había sido criticada por algunos periodistas.
La PlayStation Classic fue un fracaso absoluto. Pasó de costar 100 euros a valer 20 euros en medio año.